# Roman Hoffstetter
Roman Hoffstetter (auch: Roman Hofstetter, Romanus Hoffstetter; * 24. April 1742 in Laudenbach; † 21. Mai 1815 in Miltenberg am Main) war ein deutscher Komponist, Bratschenvirtuose und katholischer Geistlicher.

## Leben und Wirken
Roman Hoffstetter war der Sohn von Sebastian Hoffstetter, einem ludimagister und scriba iudicii (Gerichtsschreiber). Roman legte am 5. Juni 1763 im Benediktinerkloster Amorbach im Odenwald, welches damals zum Erzbistum Mainz gehörte, das Ordensgelübde ab. Er erhielt dort die Priesterweihe am 10. September 1766 und war ein Prior des Klosters von 1773 bis 1778. Von 1776 bis 1785 hatte er auch die Funktion eines prior culinaris. Woher er seine musikalische Ausbildung als Komponist und Violaspieler bekommen hat, konnte von der musikhistorischen Forschung noch nicht ermittelt werden. Im Zuge der allgemeinen Aufhebung der Klöster in Deutschland im Jahr 1803 wurde auch das Kloster Amorbach aufgelöst und Hoffstetter zog sich mit dem Abt des Klosters in die nahe gelegene Stadt Miltenberg zurück. Als Geistlicher war er hier Mitglied der Diözese Würzburg. Sein erhalten gebliebener Briefwechsel mit Joseph Martin Kraus, dem späteren schwedischen Hofkapellmeister, und mit Frederic Samuel Silverstolpe gibt einige Einblicke in seine Tätigkeit als Chorleiter und Komponist.
Romans Bruder Johann Urban Aloys Hoffstetter (* Ende 1735 oder spätestens Januar 1736 in Laudenbach, † 26. Januar 1810 in Ellingen) schuf neben seinem Verwaltungsdienst für den Deutschen Ritterorden in der Ellinger Ballei Kompositionen, darunter sechs gesicherte Sinfonien (Nürnberg 1772) und zwölf Deutsche Lieder für Singstimme und Klavier (Augsburg 1798).

## Bedeutung
Besondere Bekanntheit erreichte Roman Hoffstetter, als die Musikforscher Alan Tyson und H. C. Robbins Landon die sechs Streichquartette op. 3 aus Joseph Haydns Werken Hoffstetter zuwiesen und dies 1964 in der Zeitschrift Musical Times veröffentlichten. Von diesen Werken sind weder Handschriften Haydns noch Hoffstetters vorhanden. Der Erstdruck des Pariser Verlegers Antoine Bailleux (aktiv 1761 bis 1801) aus dem Jahr 1777 zeigt zwar auf dem Titelblatt Haydn als Komponisten, aber aus den Einzelstimmen der ersten beiden Quartette ist erkennbar, dass hier der Name Hoffstetters getilgt wurde. Landon und Tyson schlossen daraus, dass Hoffstetter der Verfasser aller sechs Quartette sei und Bailleux diese aus kommerziellen Gründen unter dem bekannteren Namen Haydns verkauft habe. Spätere Forschungen von Ludwig Finscher, Hubert Unverricht und Alan Tyson haben Hoffstetters Urheberschaft für die ersten beiden Quartette mit einiger Sicherheit bestätigt. Ein 1986 veröffentlichter Aufsatz von Günther Zuntz, der Tyson und Landon gravierende philologische Fehler vorhielt und für die Beibehaltung der Autorschaft Haydns eintrat, wurde dagegen wenig beachtet.
Roman Hoffstetter war ein Bewunderer der Musik von Joseph Haydn und lehnte sich als Komponist an dessen Stil an. Seine musikalischen Gedanken sind eingängig, leicht fasslich und volkstümlich im Stil. Von ihm sind Solokonzerte für Viola und Streichquartette in zwei Sammlungen sowie verschiedene kirchenmusikalische Werke erhalten. Seine Messe F-Dur für Soli, Chor, Orchester und konzertierende Orgel ist auf der CD Festliche Musik aus Südwestdeutschen Benediktinerklöstern enthalten, die beim Label Ars musici erschienen ist.

## Werke
- Vokalmusik
  - Messe C-Dur (teilweise a-Moll) für Soli, Chor und Orchester
  - Messe Es-Dur für Soli, Chor und Orchester
  - Messe F-Dur für Soli, Chor und Orchester
  - Messe G-Dur für Soli, Chor und Orchester
  - Messe D-Dur für Soli, Chor und Orchester
  - Messe B-Dur für Soli, Chor und Orchester
  - 4 weitere Messen, verschollen
  - 2 weitere Messen, vermutlich fälschlicherweise Hoffstetter zugewiesen
  - Te Deum für Soli, Chor und Orchester
  - Jubilate Deo universa terra, Offertorium de omni tempore
  - Stella caeli F-Dur
- Zugewiesene Vokalmusik für Sopran, Alt, Tenor, Bass und Orchester (handschriftlich unter Hoffstetters Namen überliefert, wahrscheinlich von Roman Hoffstetter)
  - Vesperae da dominica D-Dur (I) (um 1770?)
  - Vesperae da dominica D-Dur (II) (1780)
  - Vesperae pastorellae D-Dur (nach 1780?)
  - Lauretanische Litanei (1782)
  - Beatus vir, Offertorium (1787)
  - 3 Vertonungen von Fracto demum sacramento (D-Dur, G-Dur, C-Dur)
  - Tracto Ecce panis
  - 2 Vertonungen von Stella caeli (beide Es-Dur)
  - Bonum est, Graduale de tempore (vom Anfang des 19. Jahrhunderts, Autorenvermerk Dal Sig. Hoffstetter et Gaelle)
- Instrumentalmusik
  - 2 Divertimenti F-Dur (um 1765?)
  - 6 Streichquartette op. 1 (Amsterdam 1772)
  - 6 Streichquartette op. 2 (Mannheim 1780)
  - 3 Violakonzerte (Es-Dur, C-Dur, G-Dur, um 1785)